# Plac Piastów w Gliwicach
Plac Piastów (niem. Germaniaplatz, przed 1874 Neumarkt) – rozległy plac znajdujący się w pobliżu dworca kolejowego w Gliwicach u zbiegu ulic: Bohaterów Getta Warszawskiego, Dubois, Dworcowej, Jagiellońskiej, Na Piasku, Okopowej i Piwnej.
W latach 1874–1928 na placu stał Pomnik Germanii, przeniesiony następnie w inne miejsce.

## Informacje ogólne
W pobliżu Placu znajduje się Dworzec Kolejowy i Centrum Przesiadkowe.
Plac Piastów pełni funkcję dworca komunikacji miejskiej, podzielonego na kilka stanowisk kierunkowych:
Stanowiska:
- stanowisko 1 – kierunek: Brzezinka, Sośnicowice, Rudziniec, Stare Gliwice, Ostropa
- stanowisko 2 – kierunek:  Zabrze, Sośnica, Baildona, Europa Centralna
- stanowisko 3 – kierunek: Gliwice CP, Stare Miasto
- stanowisko przy ul. Piwnej – kierunek:  Gliwice CP,  Łabędy
- stanowisko przy ul. Dworcowej - kierunek: Czerwionka-Leszczyny, Katowice, Bytom, Bojków, Gmina Pilchowice, Tychy
- Stanowisko przy Dworcu - kierunek: Zajezdnia, (pozostałe kierunki patrz: stanowisko przy ul Dworcowej)